# Alfred von Wolzogen

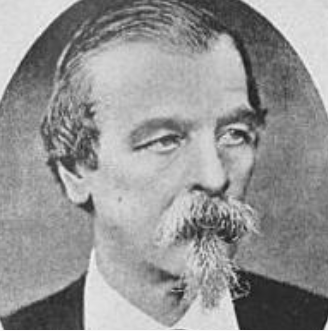
Alfred von Wolzogen, 1850

Karl August Alfred Freiherr von Wolzogen und Neuhaus (auch Alfred von Wolzogen; * 27. Mai 1823 in Frankfurt am Main; † 13. Januar 1883 in San Remo) war Regierungsrat in Breslau und Theaterintendant in Schwerin.

## Leben
Studium und Tätigkeiten im Staatsdienst
Alfred von Wolzogen war der älteste Sohn von Ludwig Julius Adolf Friedrich von Wolzogen . Er studierte ab 1841 in Berlin und später in Heidelberg Rechtswissenschaften und trat 1844 in den Staatsdienst ein. Zunächst war er Regierungsassessor im Innenministerium; ab 1854 arbeitete er in Breslau, wo er 1863 Regierungsrat wurde.
Theaterintendant in Schwerin
1867 wurde Alfred von Wolzogen Intendant am Großherzoglichen Hoftheater in Schwerin als Nachfolger von Gustav Gans zu Putlitz
1875 brachte er erstmals die Hohenstaufen-Dramen des verstorbenen Autors Christian Dietrich Grabbe auf die Bühne.
Während seiner Zeit wurde das Ballett-Ensemble des Theaters abgeschafft.
1882 gab Wolzogen die Leitung des Theaters ab und starb wenig später nach längerer Krankheit.
Alfred von Wolzogen gehörte zu den Literaturinteressierten, die den Autographensammler Carl Künzel bedrängten, das in seinem Besitz befindliche Manuskript zu Schillers komischem Stück Ich habe mich rasieren lassen in Druck zu geben.

## Familie
Alfred von Wolzogen heiratete am 10. Oktober 1847 in Berlin (Eleonore Sophie Susanne) Elisabeth Schinkel (* 17. August 1822 in Berlin), die jüngste Tochter Karl Friedrich Schinkels. Sie starb am 26. Juni 1851 in Niederschönhausen, als der gemeinsame Sohn Hans Paul von Wolzogen (1848–1938) zwei Jahre alt war. In zweiter Ehe heiratete er am 12. März 1853 in Florenz Harriet Anne Houssemayne Du Boulay (* 7. Juli 1830 in Sandgate; † 2. Dezember 1862), die älteste Tochter des englischen Gutsbesitzers Thomas Houssemayne Du Boulay. Aus dieser Ehe stammte der Sohn Ernst von Wolzogen (1855–1934) sowie zwei Töchter:
- Agnes Emilie Mathilde Gisela (* 22. April 1858) ⚭ Walter von Esmarch (1857–1886)
- Emilie Susanna Hildegard (* 10. August 1860; † 28 May 1944) ⚭ 1882 Freiherr Otto Stockhorner von Starein (1840–1923), deutscher Jurist und Historiker

## Auszeichnungen
- Titel Kammerherr (1868)[9]
- Königlicher Kronen-Orden (Preußen), II. Klasse
- Franz-Joseph-Orden, Ritter
- Hausorden der Wendischen Krone, Komtur
- Medaille für Kunst und Wissenschaft (Mecklenburg-Schwerin) in Gold

## Werke (Auswahl)
Alfred von Wolzogen veröffentlichte zwei Werke über seinen Schwiegervater Karl Friedrich Schinkel, außerdem Schriften zur Musik- und Theatergeschichte, sowie zu seiner Familie.
- Memoiren des königl. preuß. Generals der Infanterie Ludwig Freiherrn von Wolzogen, aus dessen Nachlaß unter Beifügung officieller militärischer Denkschriften mitgetheilt. Otto Wiegand, Leipzig 1851; books.google.de
- Preußens Staatsverwaltung mit Rücksicht auf seine Verfassung. Berlin 1854.
- Reise nach Spanien, Leipzig 1857
- Geschichte des Reichsfreiherrlich von Wolzogen'schen Geschlechts. 2 Bände. Brockhaus, Leipzig 1859. Digitalisat
- Fr. v. Schillers Beziehungen zu Eltern, Geschwistern und der Familie von Wolzogen. Stuttgart 1859.
- Über Theater und Musik. Breslau 1860.
- Über die szenische Darstellung von Mozarts ›Don Giovanni‹. Breslau 1860.
- Aus Schinkels Nachlaß. Berlin 1862–1864. Band 1, 2
- Wilhelmine Schröder-Devrient. Leipzig 1863.
- Nur kein Ridicul. Berlin 1864.[10]
- Schinkel als Architekt, Maler und Kunstphilosoph. Berlin 1864.[11]
- Rafael Santi. Leipzig 1865.
- Sophie Dorothea 1866 (Theaterstück, nie aufgeführt).[12]
- Peter v. Cornelius. Berlin 1867.